# Marijo Strahonja
Marijo Strahonja (Zagabria, 21 agosto 1975) è un arbitro di calcio croato, internazionale dal 2004 al 2016.

## Carriera
Nel giugno 2011 è convocato dall'UEFA per prendere parte alla fase finale degli europei Under 21 2011, dove gli vengono assegnate due partite della fase a gironi. Nel novembre dello stesso anno fa il suo esordio nella fase a gironi della UEFA Champions League, dirigendo un match della quarta giornata, tra gli inglesi del Manchester United e i rumeni dell'Oțelul Galați.